# Richard Trumka

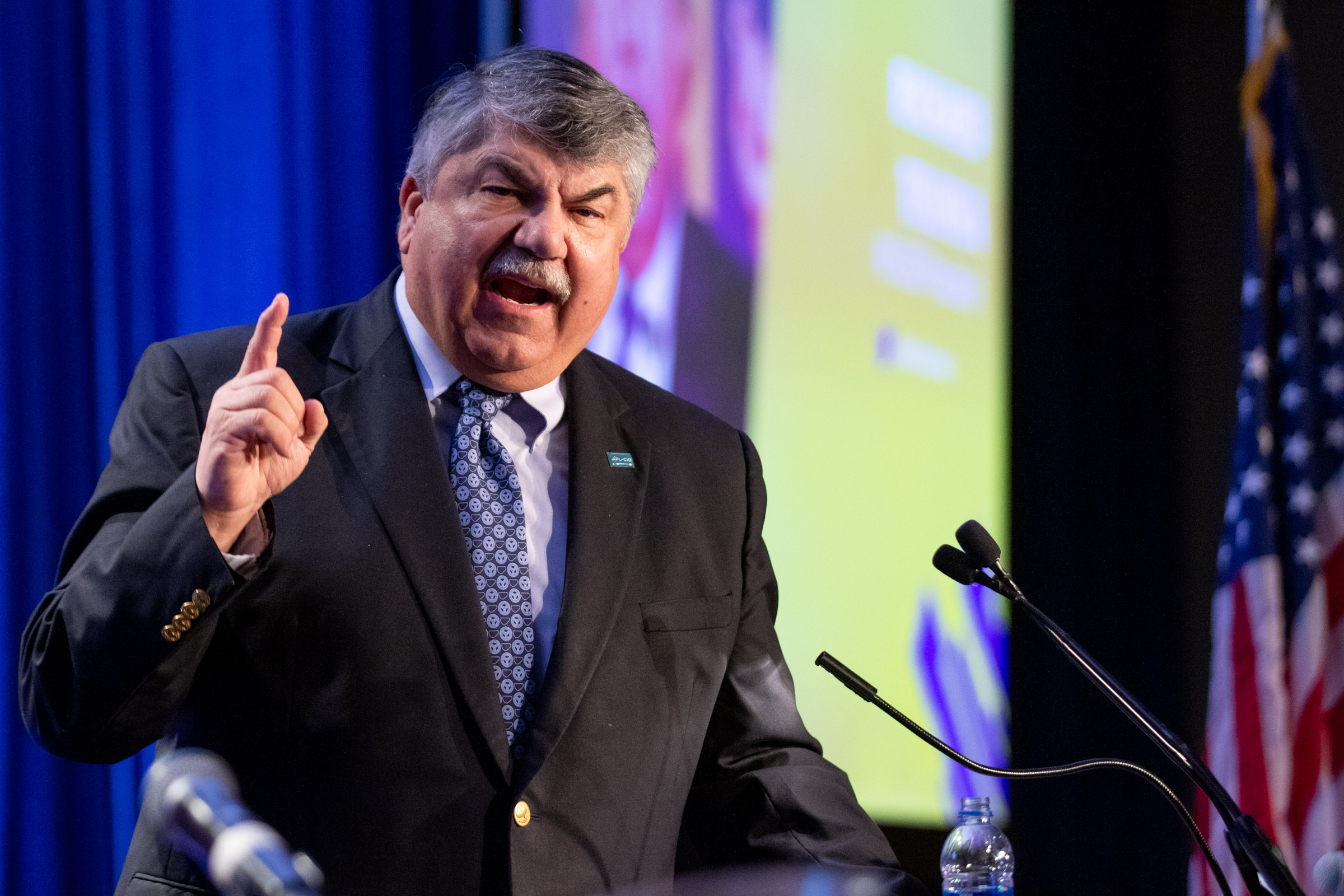
Richard Trumka, 2020.

Richard Louis Trumka, född 24 juli 1949 i Nemacolin i Greene County, Pennsylvania, död 5 augusti 2021, var en amerikansk fackföreningsledare. Han var från 2009 till sin död ordförande för USA:s största fackorganisation AFL-CIO. Från 1982 till 1995 var han ordförande för United Mine Workers of America (UMWA).
Trumka började arbeta 1968 som gruvarbetare och studerade under 1970-talet vid Pennsylvania State University och Villanova University, som avslutades med en juristexamen.
Richard Trumka ersattes på ordförandeposten för AFL-CIO av Liz Shuler, som därmed blev organisationens första kvinnliga ordförande.